# Evo Morales
Juan Evo Morales Ayma (pronunție în spaniolă [ˈeβo moˈɾales]; n. 26 octombrie 1959, Oruro, Bolivia) este un politician bolivian și fost activist cocalero care a fost președinte al Boliviei din 2006 până în 2019. Considerat de multe persoane drept primul președinte al țării care a venit din populația indigenă, administrația sa s-a concentrat pe punerea în aplicare a politicilor de stânga, reducerea sărăciei și combaterea influenței Statelor Unite și a corporațiilor multinaționale din Bolivia. Ca socialist, este șeful partidului Mișcarea pentru Socialism (MAS).